# سایت‌های زندان استرالیا
سایت‌های زندان استرالیا یکی از دارایی‌های میراث جهانی است که شامل ۱۱ محل کیفری باقی مانده از کشورهای قرن ۱۸ و ۱۹ در نوارهای ساحلی حاصلخیز سیدنی، تاسمانیا، جزیره نورفولک و فرمانتل (به انگلیسی: Fremantle) می‌باشد که در ابتدا در بریتانیا ساخته شده‌اند.
این مکان‌ها بهترین نمونه‌های باقی مانده‌ای هستند که بزرگی مقیاس انتقال محکومان و میزان گسترش قدرت مستعمراتی اروپایی‌ها از راه کار اجباری از محکومان را نشان می‌دهند.تمامی این دارایی‌ها پیش از اینکه در فهرست میراث جهانی گنجانده شوند، همگی در فهرست میراث ملی استرالیا وجود داشتند. 